# 1873 Agenor
1873 Agenor è un asteroide troiano di Giove del campo troiano dal diametro medio di circa 53,76 km. Scoperto nel 1971, presenta un'orbita caratterizzata da un semiasse maggiore pari a 5,2486525 UA e da un'eccentricità di 0,0922537, inclinata di 21,86057° rispetto all'eclittica.
L'asteroide è dedicato al guerriero Agenore che tentò di colpire Achille con una lancia.